# 普萊謝夫
普萊謝夫（Pleszew，德语：Pleschen，普勒琛）是位於波蘭的一座城市，屬大波蘭省。2004年，有人口17,892人。緊鄰波茲南。

## 外部連結
- Official town webpage
- Map, via mapa.szukacz.pl （页面存档备份，存于）

51°54′N 17°47′E / 51.900°N 17.783°E